# Sulligent (Alabama)
Sulligent é uma cidade localizada no estado americano de Alabama, no Condado de Lamar.

## Demografia
Segundo o censo americano de 2000, a sua população era de 2151 habitantes.
Em 2006, foi estimada uma população de 1985, um decréscimo de 166 (-7.7%).

## Geografia
De acordo com o United States Census Bureau, a localidade tem uma área de 20,3 km², sem área coberta por água. Sulligent localiza-se a aproximadamente 99 m acima do nível do mar.

## Localidades na vizinhança
O diagrama seguinte representa as localidades num raio de 32 km ao redor de Sulligent.